# 로맨스, 필요 없어
〈로맨스, 필요 없어〉 (ロマンス、イラネ 로만스 이라네[*])는 일본의 아이돌 AKB48의 아홉 번째 싱글이자 메이저 일곱 번째 싱글이다. 2008년 1월 23일 데프스타 레코드를 통해 발매되었다. 노래의 센터 포지션은 코지마 하루나와 마에다 아츠코가 맡았다.

## 발매 배경
타이틀 곡은 2008년에 발매된 《Set List: Greatest Songs 2006-2007》에 수록될 예정이였지만, 변경되면서 싱글화가 되었다.
초도 생산 한정판 TypeA, 초도 생산 한정판 TypeB, 통상판의 세 종류가 발매됐다. 초도 생산 한정판 TypeA에는 노래의 뮤직 비디오를 수록한 DVD가 들어 있다. 초도 생산 한정판 TypeB에는 노래의 두가지 리믹스판이 수록되어 있다.
캐치카피는 "많이 기다리셨지요? 아이돌의 왕도 팝스"이다. TV 홍보에는 나치논(사토 나츠키, 노로 카요)이 나레이션을 담당했다.
키쿠치 아야카의 첫 선발 곡이며, 토지마 하나는 〈만나고 싶었어〉 이래, 사토 유카리는 〈벚꽃잎들〉 이래, 아키모토 사야카와 오시마 마이와 시노다 마리코는 〈나의 태양〉 이래의 복귀작이 된다. 선발 탈락은 없다.
타이틀 곡의 뮤직 비디오는 〈BINGO!〉 이래로 세 번째가 되는 타케이시 와타루가 감독을 맡고 있다. 도쿄 타워 스튜디오 제1스튜디오에서 촬영됐다. 이 비디오는 AKB48가 음악 프로그램에 출연해서 〈로맨스, 필요 없어〉를 부르는 설정이며, 스튜디오 내에 본격적인 음악 방송 풍의 설치한 촬영이 됐다. 그렇기 때문에, 메이저 데뷔 후의 싱글 타이틀 곡으로는 처음, 인디즈 시절을 포함해도 데뷔 곡 〈벚꽃잎들〉의 뮤직 비디오 이래가 되는, 옥외 촬영 장면이 전혀 없는 영상으로 되어 있다. 선발 멤버는 아니지만 영상과 메이킹에 나치논(사토 나츠키, 노로 카요)가 출연하고 있다.
노래는 2008년 2월 4일 방송의 《HEY!HEY!HEY!MUSIC CHAMP》에서 무대를 가졌다. 또, TBS 계열 《앗코에게 맡겨줘!》의 닫는 곡으로 사용됐다.

## 수록곡
CD
전체 작사: 아키모토 야스시
| #            | 제목                                                                 | 작곡          | 편곡  | 재생 시간 |
| ------------ | -------------------------------------------------------------------- | ------------- | ----- | --------- |
| 1.           | 〈ロマンス、イラネ (Original Mix)→로맨스, 필요 없어 (Original Mix)〉 | Rie           | 4:40  |           |
| 2.           | 〈愛の毛布→사랑의 담요〉                                             | 나루세 히데키 | 5:01  |           |
| 3.           | 〈ロマンス、イラネ〉 (Original Mix Instrumental)                     | Rie           | 4:40  |           |
| 4.           | 〈愛の毛布〉 (Instrumental)                                          | 나루세 히데키 | 5:01  |           |
| 총 재생 시간 | 총 재생 시간                                                         | 총 재생 시간  | 19:20 |           |

| #            | 제목                                                                                | 재생 시간 |
| ------------ | ----------------------------------------------------------------------------------- | --------- |
| 1.           | 〈ロマンス、イラネ (Original Mix)→로맨스, 필요 없어 (Original Mix)〉                | 4:40      |
| 2.           | 〈愛の毛布→사랑의 담요〉                                                            | 5:01      |
| 3.           | 〈ロマンス、イラネ（ひまわり 2nd 2.0Mix）→로맨스, 필요 없어 (해바라기 2nd 2.0Mix)〉 | 4:40      |
| 4.           | 〈ロマンス、イラネ（ひまわり 2nd 2.1Mix）→로맨스, 필요 없어 (해바라기 2nd 2.1Mix)〉 | 4:40      |
| 5.           | 〈ロマンス、イラネ〉 (Original Mix Instrumental)                                    | 4:40      |
| 6.           | 〈사랑의 담요〉 (Instrumental)                                                      | 5:01      |
| 총 재생 시간 | 총 재생 시간                                                                        | 28:43     |

DVD
| #  | 제목                                                               | 재생 시간 |
| -- | ------------------------------------------------------------------ | --------- |
| 1. | 〈ロマンス、イラネ→로맨스, 필요 없어〉                             |           |
| 2. | 〈Making of 「ロマンス、イラネ」→로맨스, 필요 없어 (메이킹 영상)〉 |           |

## 선발 멤버
로맨스, 필요 없어
- 아키모토 사야카, 이타노 토모미, 오오시마 마이, 오오시마 유코, 오노 에레나, 카사이 토모미, 키쿠치 아야카, 코지마 하루나, 사토 유카리, 시노다 마리코, 타카하시 미나미, 토지마 하나, 마에다 아츠코, 미네기시 미나미, 미야자와 사에, 와타나베 마유

사랑의 담요
- 아키모토 사야카, 이타노 토모니, 오오시마 마이, 오오시마 유코, 오노 에레나, 카사이 토모미, 코지마 하루나, 사토 나츠키, 사토 유카리, 시노다 마리코, 타카하시 미나미, 노로 카요, 마에다 아츠코, 마스다 유카, 미네기시 미나미, 미야자와 사에

로맨스, 필요 없어 (해바라기 2nd 2.0Mix)
- 이타노 토모미, 오오시마 마이, 오호리 메구미, 오쿠 마나미, 카사이 토모미, 코지마 하루나, 사토 아미나, 사토 나츠키, 사토 유카리, 타카하시 미나미, 나리타 리사, 나루세 리사, 하야노 카오루, 후지에 레이나, 마스다 유카, 마츠바라 나츠미

로맨스, 필요 없어 (해바라기 2nd 2.1Mix)
- 아키모토 사야카, 오에 토모미, 오오시마 유코, 오노 에레나, 카와사키 노조미, 쿠라모치 아스카, 코바야시 카나, 코마타니 히토미, 시노다 마리코, 토지마 하나, 나카타 치사토, 나카니시 리나, 노로 카요, 마에다 아츠코, 타카하시 미나미, 미야자와 사에

## 참고 문헌
- AKB48 (2008년 1월 23일). 《ロマンス、イラネ》 [로맨스, 필요 없어] (일본어). DefSTAR RECORDS. ASIN B0010XIPL2.